# Brittiska Formel Renault 2006
Brittiska Formel Renault 2006, kördes över 20 deltävlingar. Sebastian Hohenthal blev mästare i tävlingen.

## Delsegrare
| Bana           | Vinnare             | Vinnare             |
| -------------- | ------------------- | ------------------- |
| Brands Hatch   | James Sutton        | Patrick Hogan       |
| Oulton Park    | Markus Niemelä      | Will Bratt          |
| Thruxton       | Patrick Hogan       | Patrick Hogan       |
| Knockhill      | Sebastian Hohenthal | Sam Bird            |
| Croft          | Sam Bird            | Patrick Hogan       |
| Donington Park | Sebastian Hohenthal | Sebastian Hohenthal |
| Snetterton     | Patrick Hogan       | Sebastian Hohenthal |
| Donington Park | Sam Bird            | Sebastian Hohenthal |
| Brands Hatch   | Sebastian Hohenthal | Sam Bird            |
| Silverstone    | Patrick Hogan       | Sebastian Hohenthal |

## Slutställning
| Plats | Förare              | Poäng |
| ----- | ------------------- | ----- |
| 1     | Sebastian Hohenthal | 493   |
| 2     | Patrick Hogan       | 478   |
| 3     | Sam Bird            | 401   |
| 4     | Franky Cheng        | 377   |
| 5     | Jeremy Metcalfe     | 354   |
| 6     | James Sutton        | 317   |
| 7     | Markus Niemelä      | 278   |
| 8     | Will Bratt          | 270   |
| 9     | Franck Mailleux     | 201   |
| 10    | Fabio Onidi         | 181   |